# Ulrich Peutinger
Ulrich Peutinger  (* 8. Juni 1751 in Inningen; † 12. Juni 1817 in der Abtei Irsee) war ein deutscher Benediktiner, Theologe und Hochschullehrer.

## Leben
Peutinger absolvierte das Jesuitengymnasium Augsburg und ging am 22. Oktober 1771 in das Kloster Irsee. Dort legte er am 22. November 1772 sein ewiges Gelübde ab. Er studierte unter Honorius Grieninger und Joseph Maria von Landsee Theologie und Mathematik in seinem Heimatkloster. Am 4. Juni 1776 erfolgte seine Priesterweihe. Er wurde Professor der Philosophie und Theologie am Kloster in Irsee. Seine Promotion zum Dr. theol. erfolgte 1793.
Peutinger wurde 1793 Professor der Dogmatik an der Theologischen Fakultät der Universität Salzburg. Zudem lehrte er dort Kirchengeschichte. 1796/1797 und 1800/1801 hatte er außerdem das Dekansamt der Theologischen Fakultät inne. 1804 kam er als Professor der Theologie an die Abtei Wiblingen, bevor er 1806 nach Irsee zurückkehrte. Dort blieb er trotz der Säkularisation bis zu seinem Tod.

## Werke (Auswahl)
- Σκιαγραϕία universi juris canonici, 1779.
- Prüfungssätze aus der Moralphilosophie, Dorn, Kaufbeuren 1791.
- Religion, Offenbarung und Kirche: in der reinen Vernunft aufgesucht, Duyle, Salzburg 1795.
- Die Geschichte der Kirche unseres Herrn Jesus Christus, Duyle, Salzburg 1802.